# Fossilgas i Sverige
Fossilgas i Sverige har varit en energiform sedan 1985. Användningen är baserad på import genom en rörledning från Danmark och som flytande fossilgas via LNG-terminaler i bland andra Nynäshamn och Lysekil. Förbrukningen är ungefär 10 TWh per år, vilket motsvarar omkring tre procent av landets sammanlagda energiförbrukning. I Skåne, Halland, Västra Götaland samt västra Jönköpings län utgör dock fossilgasen omkring 20 procent av energitillförseln.
Sveriges regering bildade 1976 företaget Swedegas för att introducera fossilgas på den svenska marknaden, och 1980 överenskoms om samarbete mellan de danska och svenska regeringarna. Den första etappen av ett svenskt transmissionsnät från Danmark till Helsingborg togs i bruk 1985. Den sista etappen av det idag existerande nätet blev klar 2004. Ungefär 30 kommuner har tillgång till gas via gasnätet.
Så gott som all fossilgas i Sverige kommer via det danska gasnätet genom en ledning från Dragør till Malmö. Sedan 2019 har Danmark och Sverige en gemensam gasmarknad, med Swedegas som systembalansoperatör i Sverige och Energinet som systembalansoperatör i Danmark.
Användningen varierar ganska mycket år till år.

## Gasens ursprung
Den fossilgas som används i Sverige har framför allt kommit från Gasfältet Tyra i den danska delen av Nordsjön. 
Gasen består huvudsakligen av från närmast Danmark importerad fossilgas, med inslag av biogas från Sverige och Danmark. Gasfältet Tyra i den danska ekonomiska zonen i Nordsjön har sedan 1987 varit huvudleverantör för de svenska och danska, från 2019, integrerade transmissionsgasnäten. Gasfältet Tyra stängdes dock för renovering i september 2019, då plattformarna hade sjunkit med fem meter under 30 år.
Under perioden 2019–2023 har detta gasfält varit otillgängligt på grund av ombyggnad och underhåll varför dansk och svensk gas under denna tid främst kommit från Tyskland.
Efter stängningen av gasfältet Tyra tillgodosåg Danmark 2019–2022 sitt och Västsveriges behov av fossilgas genom impoRt från norra Tyskland, som i sin tur huvudsakligen försörjdes med rysk fossilgas från i första hand Nord Stream 1 fram till sommaren 2022. Hösten 2022 togs den norsk-polska fossilgasledningen Baltic Pipe i drift, och Energinets fossilgasimporten till Danmark/Sverige har från oktober 2022 till största delen bestått av norsk fossilgas.

## Distribution

### Stamnät för fordonsgas
Huvudartikel: Det svenska gasnätet
Det svenska stamnätet för fordonsgas sträcker sig drygt 600 kilometer längs västkusten från sydvästra Skåne till Stenungsund, med en grenledning till Gislaved och Gnosjö. Det ägs och drivs av det privata företaget Swedegas och är anslutet till det danska fossilgasnätet. Sverige och Danmark har undertecknat ett solidaritetsavtal som tryggar gasleveranser i händelse av kris.
Nordion Energi och Fingrid utreder (hösten 2023) en vätgasledning/stamnät runt Bottenviken.

### Utbyggnad av transmissionsnät
I början av 2000-talet och fram till 2009 fanns en diskussion om Skanled-projektet, en planerad gasledning från Norge till Danmark med anslutning till det svenska transmissionsnätet.

### Lokal distribution av fossilgas i Sverige

#### Stockholm, Solna och Sundbyberg
Stockholm Gas och Gasnätet i Stockholm är systerföretag i koncernen Värtan Gas Stockholm, som ägs av SDCL Energy Efficiency Income Trust plc. Gasnätet Stockholm är det företag som ansvarar för drift och underhåll av gasledningsnätet på ungefär 500 kilometer i Stockholm, Solna och Sundbyberg.
Stadsgas tillverkades i privata, och senare kommunägda, gasverk vid Klara sjö och senare i Hjorthagen i Stockholm från 1850-talet fram till 2011, varefter den ersatts av fossilgas och biogas.

#### Anslutning till det västsvenska stamnätet
- Weum Gas – distributionsnät i 100 orter i 25 kommuner mellan Trelleborgs kommun i Skåne län till Gnosjö kommun i Jönköpings län
- Göteborg energi gasnät AB i Göteborgsområdet
- Kraftringen Nät AB i Lund, Södra Sandby, Dalby, Revingehed och Bjärred
- Varberg Energi AB, del av Varberg
- Öresundskraft AB i Helsingborg och Ängelholm